# Anthospermum comptonii
Anthospermum comptonii är en måreväxtart som beskrevs av Christian Puff. Anthospermum comptonii ingår i släktet Anthospermum och familjen måreväxter. Inga underarter finns listade i Catalogue of Life.